# Eparchia di Georgievsk

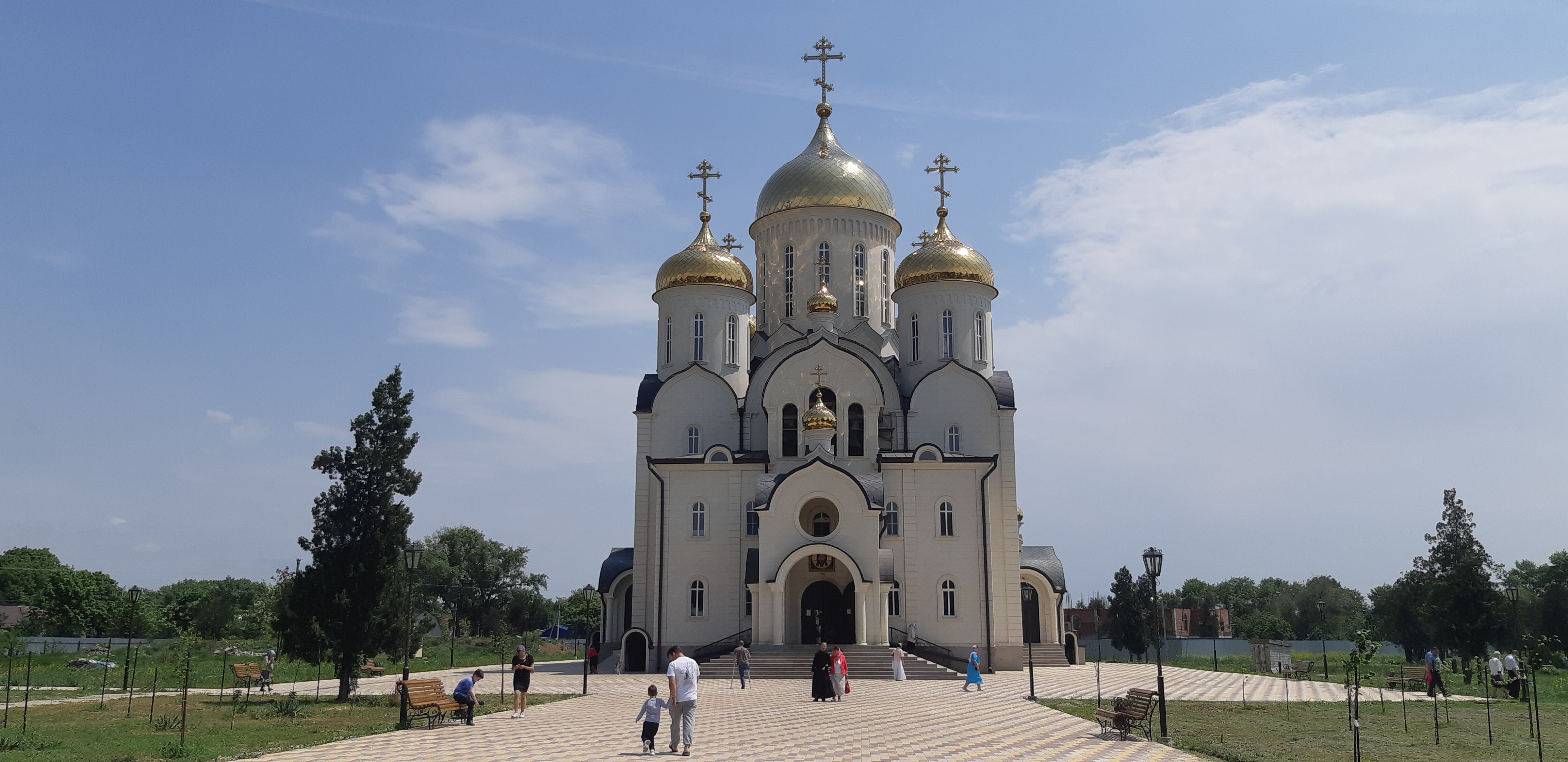
La cattedrale di San Giorgio di Georgievsk.

L'eparchia di Georgievsk (in russo Георгиевская епархия?) è una diocesi della Chiesa ortodossa russa, appartenente alla metropolia di Stavropol'.

## Territorio
L'eparchia comprende i rajon Aleksandrovskij, Arzgirskij, Blagodarnenskij, Budënnovskij, Georgievskij, Kurskij, Levokumskij, Neftekumskij, Novoselickij, Sovetskij e Stepnovskij nel territorio di Stavropol' nel Circondario federale del Caucaso Settentrionale.
Sede eparchiale è la città di Georgievsk, dove si trova la cattedrale di San Giorgio.
L'eparca ha il titolo ufficiale di «eparca di Georgievsk e Praskoveya».

## Storia
L'eparchia è stata eretta dal Santo Sinodo della Chiesa ortodossa russa il 7 giugno 2012, ricavandone il territorio dall'eparchia di Stavropol' e contestualmente è stata inclusa nella metropolia di Stavropol'.